# Ultraseries
Ultraseries (ウルトラシリーズ Urutora Shirīzu?), también conocida como Ultraman, es una franquicia de medios de ciencia ficción japonesa propiedad de  Tsuburaya Productions, en los que aparece el personaje Ultraman.
Las Ultraseries, que empezaron con la serie Ultra Q y luego la serie Ultraman en 1966, son una de las producciones más destacadas del género de superhéroes tokusatsu de Japón, junto con las series producidas por Toei, Kamen Rider, Super Sentai y Metal Hero. En particular, pertenecen el subgénero Kyodai Hero (巨大ヒーロー «héroe gigante») del género tokusatsu.
Las Ultraseries son asimismo uno de los ejemplos más conocidos del género daikaiju (大怪獣 «monstruo gigante»), junto con la serie Godzilla de Toho y la serie Gamera de Daiei Film.
La marca Ultraman generó unos 7.400 millones de dólares en ingresos por merchandising entre 1966 y 1987. Ultraman fue el tercer personaje con licencia con más ventas en todo el mundo en la década de 1980, en gran parte debido a su popularidad en Asia. Las referencias a Ultraman abundan en la cultura pop japonesa, de una manera equivalente a las referencias a Superman en la cultura estadounidense.

## Los Ultraman
Como se revela en Mega Monster Battle: Ultra Galaxy, los Ultramen son una civilización tecnológicamente avanzada que originalmente era idéntica a los humanos. Evolucionaron a su estado actual tras la activación de la Chispa de Plasma, que sustituyó a su sol muerto. Ultraman y sus numerosos parientes suelen ser rojos y plateados (aunque en los últimos años se han visto diversas variaciones de colores) y tienen ojos amarillos brillantes en forma almendrada (aunque hay excepciones tanto en la forma como en el color) y diversas habilidades, entre las que destacan las de disparar rayos de energía cruzando sus manos y la de volar. Comparten todos un fuerte sentido cultural de la justicia y el deber, la mayoría de los Ultramen se unen a la Guarnición Espacial (宇宙警備隊, Uchū Keibitai) para mantener la paz en el universo de los invasores y monstruos alienígenas.
Los Ultramen que son enviados a otros mundos reciben Temporizadores de Color, o "luces de advertencia", que parpadean con una frecuencia creciente y pasan de azul a rojo si el suministro de energía de un Ultraman disminuye o si está mortalmente herido. Debido a la contaminación humana y a los efectos de filtración de luz de la atmósfera, un Ultraman puede permanecer activo en la Tierra durante un periodo limitado de unos minutos antes de que su energía se agote y muera. Esto obliga a un Ultraman a adoptar una forma humana o a fusionarse con un cuerpo humano. Este último proceso tiene propiedades curativas que incluyen revivir a una persona recientemente muerta con su propia fuerza vital.
Los Ultramen también son al parecer casi imposibles de matar permanentemente, ya que varias veces un ser Ultra ha sido asesinado, sólo para ser revivido por otro miembro de su especie. Un Ultraman puede ser revivido con una infusión masiva de energía, como cuando los aliados de Mebius lo revivieron con su energía después de su derrota a manos del Imperio. Los Ultramen siempre intentan evitar las batallas en zonas habitadas o cerca de transeúntes inocentes, y tratan de minimizar los daños materiales colaterales. Si tales precauciones no se pueden tomar, una ciudad como Tokio podría ser destruida.
Todos los Ultraman son muy unidos, ya que la mayoría de ellos son provenientes de Nebula M-78. Existen otros Ultras conocidos, pero existen 3 Ultras importantes: Ultra Father, conocido como el Padre de Ultraman Taro y esposo de la 2.ª Ultra más Importante: Ultra Mother, que es la Madre de Taro y es la tía de Ultraseven. El tercero es Ultraman King, considerado como el Rey de los Ultraman, además de ser el Rey de Nebula M-78.

## Televisión

### Series
Las series televisivas de Ultraman se reparten en: 

#### Era Shōwa
- Ultra Q (enero de 1966–julio de 1966)
- Ultraman (1966–1967)
- Ultraseven (1967–1968)
- El regreso de Ultraman (1971–1972)
- Ultraman Ace (1972–1973)
- Ultraman Taro (1973–1974)
- Ultraman Leo (1974–1975)
- The Ultraman/Jonias (1979-1980)
- Ultraman 80 (1980–1981)

#### Era Heisei
- Ultraman Tiga (1996–1997)
- Ultraman Dyna (1997–1998)
- Ultraman Gaia (1998–1999)
- Ultraman Cosmos (2001–2002)
- Ultra Q: Dark Fantasy (abril de 2004–septiembre de 2004)
- Ultraman The Next
- Ultraman Nexus (2004–2005)
- Ultraman Max (2005–2006)
- Ultraman Mebius (celebrando el 40.º aniversario de la franquicia) (2006–2007)
- Ultraseven X (octubre de 2007–diciembre de 2007)
- Ultra Galaxy Mega Monster Battle (2007–2008)
- Ultra Galaxy Mega Monster Battle: Never Ending Odyssey (2008-2009)
- Ultraman Retsuden (celebrando el 45.º aniversario de la franquicia) (2011–2016)
- Neo Ultra Q (enero de 2013–marzo de 2013)
- Ultraman Ginga (celebrando el 50.º aniversario de Tsuburaya) (julio de 2013–diciembre de 2013)
- Ultraman Ginga S (julio de 2014–diciembre de 2014)
- Ultraman X (2015–2016)
- Ultraman Orb (celebrando el 50.º aniversario de la franquicia) (julio de 2016–diciembre de 2016)
- Ultraman Zero: The Chronicle (enero de 2017–junio de 2017)
- Ultraman Geed (julio de 2017–diciembre de 2017)
- Ultraman Orb: The Chronicle (enero de 2018–junio de 2018)
- Ultraman R/B (julio de 2018–diciembre de 2018)
- Ultraman: New Generation Chronicle (enero de 2019–junio de 2019)

#### Era Reiwa
- Ultraman Taiga (julio de 2019-diciembre de 2019)
- Ultraman Chronicle: Zero & Geed (2020)
- Ultraman Z (junio de 2020–diciembre de 2020)
- Ultraman Chronicle Z: Heroes' Odyssey (2021)
- Ultraman Trigger: New Generation Tiga (julio de 2021-enero de 2022)
- Ultraman Chronicle D (2022)
- Ultraman Decker (julio de 2022-enero de 2023)
- Ultraman New Generation Stars (2023)
- Ultraman Blazar (2023-2024)[4]
- Ultraman Arc (2024-2025)
- Ultraman Omega (2025)

#### Coproducciones extranjeras
- Ultraman: Towards The Future/Ultraman Great (serie australiana. enero de 1992–marzo de 1992)
- Ultraman: The Ultimate Hero (serie estadounidense. abril de 1995–julio de 1995)

### Especiales
- Ultraman Kids' M78 Movie (1984)
- Ultraman Kids' Proverb Stories (1986)
- Ultraman Kids: 30 Million Light-Years In Search of Mother (1991–1992)
- Ultraman vs. Kamen Rider (1993) (Coproducción con Toei Company e Ishinomori Productions)
- Ultraseven - Operation: Solar Energy (1994)
- Ultraseven - The Ground of the Earthlings (1994)
- Ultraman Graffiti (1990)
- Ultraman: Super Fighter Legend (1996)
- Heisei Ultraseven (1994–2002)
- Ultraseven 30 Aniversario (1998)
- Ultraseven 1999 The Final Chapters Hexalogía (1999)
- Ultraseven 35 Aniversario Evolution Pentalogy (2002)
- Heisei Ultraman side stories (2001)
- Ultraman Tiga Side Story: The Giant Resurrected in the Ancient Past (2001)
- Ultraman Dyna: Return of Hanejiro (2001)
- Ultraman Gaia: Gaia Again (2001)
- Ultra Q: Dark Fantasy (Abril 2004–Septiembre 2004)
- Ultraman Max: Super Battle! (2005)
- Ultraman Mebius Side Story: Hikari Saga (2006–2007)
- Ultraman Mebius (2006–2009)
- Ultraman Mebius Side Story: Armored Darkness (2008)
- Ultraman Mebius Side Story: Ghost Reverse (2009)
- Ultra Galaxy Legend Side Story: Ultraman Zero vs. Darklops Zero (2010)
- Ultraman Retsuden (2011–2016)
- Ultraman Zero Side Story: Killer the Beatstar (2011)
- Neo Ultra Q (January 2013–March 2013)
- Ultraman Zero: The Chronicle (Enero 2017–Junio 2017)
- Ultraman Orb: The Chronicle (Enero 2018–Junio 2018)
- Ultraman New Generation Chronicle (Enero 2019–Junio 2019)
- Ultraman Chronicle Zero & Geed (2020)
- Ultraman Chronicle Z: Heroes' Odyssey (2021)
- Ultraman Chronicle D (2022)
- Ultraman New Generation Stars (enero 2023-enero 2024)

### Miniseries
- Ultra Fight (1970)
- Ultra Super Legend: Andro Melos (1983)
- Ultra Super Fight (1994)
- Ultraman Zearth: Parody Chapter (1996)
- Ultraman Nice (1999)
- Ultraman Boy's Ultra Coliseum (2003)
- Ultra Zone (2011)
- Ultra Zero Fight (2012)
- Ultra Fight Victory (2015)
- Ultraman Orb: The Origin Saga (2016–2017)
- Ultra Fight Orb (2017)
- Ultra Galaxy Fight
- New Generation Heroes (2019)
- The Absolute Conspiracy (2020–2021)
- The Destined Crossroad (2022–2023)
- Ultraman Regulos (2023)
- Ultraman Regulos: First Mission (2023)

## Películas
- Ultraman: Monster Movie Feature (1967)
- Ultraman, Ultraseven: Great Violent Monster Fight (1969) [44]
- Return of Ultraman (1971)
- Return of Ultraman: Fear of the Tornado Monsters (1971)
- Return of Ultraman: Jiro-Kun Rides a Monster (1972)
- Ultraman Taro (1973)
- Ultraman Taro: Burn On! The Six Ultra Brothers (1973)
- The 6 Ultra Brothers vs. the Monster Army (1974)
- Ultraman Taro: The Blood-Sucking Flower Is a Young Girl's Spirit (1974)
- Ultraman (1979)
- Ultraman: Great Monster Decisive Battle (1979)
- Ultraman Zoffy: Ultra Warriors vs. the Giant Monster Army (1984)
- Ultraman Story (1984)
- Ultraman: The Adventure Begins (1987)
- Ultraman: Terror on Route 87 (1989)
- Ultraman Ace: Giant Ant Terrible-Monster vs. Ultra Brothers (1989)
- Ultraman Kids (1989)
- Ultra Q The Movie: Legend of the Stars (1990)
- Revive! Ultraman (1996)
- Ultraman Company: This is the Ultraman (Wacky) Investigation Team (1996)
- Ultraman Zearth (1996)
- Ultraman Zearth 2: Superman Big Battle - Light and Shadow (1997)
- Ultraman Tiga & Ultraman Dyna: Warriors of the Star of Light (1998)
- Ultraman Gaia: The Battle in Hyperspace (1999)
- Ultraman Tiga: The Final Odyssey (2000)
- Ultraman Cosmos: The First Contact (2001)
- Ultraman Cosmos 2: The Blue Planet (2002)
- Ultraman Cosmos vs. Ultraman Justice: The Final Battle (2003)
- Ultraman: The Next (2004)
- Ultraman Mebius & Ultraman Brothers (2006)
- Superior Ultraman 8 Brothers (2008)
- Mega Monster Battle: Ultra Galaxy Legends (2009)
- Ultraman Zero: The Revenge of Belial (2010)
- Ultraman Saga (2012)
- Ultraman Ginga S The Movie (2015)
- Ultraman X The Movie (2016)
- Ultraman Orb The Movie (2017)
- Ultraman Geed The Movie (2018)
- Ultraman R/B The Movie (2019)
- Ultraman Taiga The Movie (2020)
- Ultraman Trigger: Episode Z (2022)
- Shin Ultraman (2022)
- Ultraman Decker Finale: Journey to Beyond (2023)
- Ultraman Blazar The Movie: Tokyo Kaiju Showdown (2024)
- Ultraman: el ascenso (2024)

## Las Ultraseries en España
El 5 de abril de 1993 comenzó la emisión de la primera serie de Ultraman en el programa infantil Pinnic, emitido por TVE-1 a las 18:05h, con el episodio "Operación Ultra número 1". Todas bajo el nombre genérico de Ultraman, Televisión española emitió las series Ultraman (1966), El regreso de Ultraman (1971), Ultra Seven (1967), Ultraman: Towards the Future/Great (1990) y Ultraman: The Ultimate Hero/Powered, así como unos pocos episodios de Ultraman Leo. Las series fueron repitiéndose en distintos horarios y se mantuvieron en antena hasta el 30 de mayo de 1998. Posteriormente, las series se emitieron en canales autonómicos de toda España, como por ejemplo el Canal Castellón.
Antes de las emisiones de Televisión Española, el único contacto de los espectadores españoles con el universo de Ultraman había sido la edición en vídeo en 1987 de ocho episodios de la serie del anime japonés The Ultraman (también conocida como «Ultraman Jonias») en formato VHS y Betamax. Los episodios estaban compilados en dos cintas separadas con cuatro episodios en cada una: "Las aventuras de Ultraman" (episodios 47-50) y "Ultraman II" (episodios 1-4), ambas editadas por la empresa I.V.E.

## Ultraseries en Hispanoamérica
En Venezuela se transmitían por las tardes en la señal de Venevisión.
En Paraguay se transmitió a inicios de 2017 la serie Ultraman Tiga todas las mañanas a las 8:30 a. m. en el Canal Paraná TV como parte de su bloque de Caricaturas Animadas.